# يلانج
يَلانْج أو يلانج يلانج أو يَنُون عذب أو كانَنْغا عطرية أو الأَيْلَنغ  (الاسم العلمي Cananga odorata) شجرة من فصيلة القِشْدِيَّات تزرع بشكل عام حول المساكن في آسيا الاستوائية نظرًا لرائحتها الذكية الشديدة العذوبة التي تذكر برائحة الياقوتية والقرنفول. مهدها مدغشقر وتنتشر في جاوا، سومطرة، الفلبين، ماليزيا، جزر القمر. أزهارها خضراء اللون ولكنها جميلة جريسية الشكل، يمرثها الهنود في زيت النارجيل لكي يصنعوا منها كريمة معطرة يمسحون بها أجسادهم وشعرهم، وهي أزهار تُعطي بالتقطير المائي 2 بالمئة من الزيت الدهني الطيار الشديد العذوبة.

## المركبات
زيت دهني من تقطير الأزهار بالبخار يحتوي على عدد كبير من المركبات العطرية. خصائصة مخففة للتوتر التنفسي Hyperpnee ومخففة لإسراع القلب، مُهدئة للانفعالية والتهيجية الانعكاسية Excitabilite reflexe، ناعِظة ومقوية للباه. تُستعمل في رفة القلب، العجز الجنسي، البرود الجنسي..